# DrótPostaGalamb
A DrótPostaGalamb, röviden DPG 1997 és 2011 között működő ingyenes magyar levelezőszolgáltatás, Magyarországon az első ilyen programok egyike. A legelső hasonló szolgáltatásnál, a Freemail-nél pár héttel később adták ki.

## Története
A programot Blahut György, Kubinyi Zoltán, Maros Péter, Marx Dániel, Molnár István, Polecsák Ármin, Rieder Ervin, Simon Géza, Szerb Tamás és Szigetlaki Zsolt fejlesztette ki. Üzemeltetését eredetileg a Drótposta Kft., majd az Index.hu végezte; az utóbbi kísérletképpen bevezette a levelek webes elérhetőségét az Indexmail felületéről (ami azóta VIPmail névre változott), de ezt később felszámolták. 
2001 novemberében az Inter.net Magyarország Kft. vette át. Honlapjuk szerint a rendszernek ekkor 70 000 felhasználója volt. 2006 végén az EQNet Zrt. megvásárolta az Inter.net internetes üzletágát, ezzel a DPG-t is; az új cég megjelenéséről a felhasználók is értesülhettek a kapcsolódáskor megjelenő szövegből.
- További statisztikák

Az EQNET 2011 szeptemberében a szolgáltatást figyelmeztetés nélkül megszüntette, ami példa nélküli az internetszolgáltatás világában. Egy ideig ígérték az újraindítást és a kapcsolatok lezárásának lehetőségét a felhasználóknak, de erre valójában nem került sor.

A cég legutolsó közleménye (2011. december):
Az EQNet által üzemeltetett DPG vagy Drótpostagalamb szolgáltatással kapcsolatban az alábbi közleményt tesszük közzé.  Az internet betárcsázós modemes idejében népszerű, és azóta is – bár folyamatosan csökkenő felhasználói körrel - működő szolgáltatás lezárásra kerül. Az EQnet által is megörökölt infrastruktúrán olyan helyrehozhatatlan műszaki hiba keletkezett, amely az adatok visszaállítását lehetetlenné, a szolgáltatás folytatását pedig értelmetlenné tette.  Az EQNet így a DPG szolgáltatást megszünteti.

## Tulajdonságai

### Előnyei, sajátosságai
A program egyesíti a levelezőprogramok (kliensek) és az ingyenes e-mailt nyújtó webhelyek tulajdonságait, de különbözik is tőlük:
- Internet-előfizetés nélkül is használható:(Ez a tulajdonság a "hagyományos" modemes internetelérés idején volt lényeges) a program saját, beépített internetkapcsolata révén is le tudja tölteni a leveleket egy közönséges (vezetékes) telefonvonalon. E mellett csak egy Windows-alapú számítógép és egy modem szükséges a használhatához. (A program természetesen internetkapcsolattal is használható.)
- A program használatának összes költsége csak a helyi hívások időtartama (egy-két perc), amíg az új leveleket letölti, a sajátjainkat pedig elküldi. Leveleket olvasni és írni offline is lehet.
- Saját e-mail címet lehet vele létrehozni (a program egy példányával akár ötöt is). Ezeknek végződése az alábbiak valamelyike lehet: drotposta.hu, posta.net, galamb.net, aramszu.net, buli.net, uze.net, dpg.hu.
- A program nemcsak levelezésre alkalmas, hanem „csatornákra” (elterjedtebb nevükön levelezőlistákra) is fel lehet iratkozni a legkülönfélébb témákban (l. lent), valamint hírleveleket lehet megrendelni az ún. „Infónéninél”.
- A felületén ki lehet kapcsolni a HTML-t, így vírusoktól, férgektől és kémprogramoktól teljes mértékben védetté tehető (feltéve, hogy a felhasználó nem nyit meg mellékleteket).
- Kompatibilis más e-mail címekkel: nem feltétel, hogy a címzett is DPG-t használjon.
- Jellegzetes grafikus külseje: egy ház öt ajtóval, a ház mellett hold és más házak sziluettje, a tetőn sétáló macska (ez utóbbi a „Tippek és trükkök” menüpont). Az ajtók az egyes felhasználók fiókjai, melyeket jelszóval lehet védeni; mögöttük íróasztal, alatta kuka, postaláda (a küldendő leveleknek) és levélszekrény (az érkező leveleknek). A levelek küldése-fogadása a postagalamb „röptetésével” lehetséges, amely dolga végeztével egy nyugágyban fekve szürcsöli az üdítőt. A galamb egyúttal a program kabalaállata is: a logójában is ez szerepel, és a súgó feladatát is ez látja el.
- Más levelezőprogramok funkcióinak jó részével is rendelkezik: levelek szűrése, rendezése, formázása, keresés, titkosítás, valamint szerkeszthető felület (skin) stb. Az egyes lakásokban van egy ún. Faliújság, amelyen egy adott programpéldány (a „ház”) felhasználói megoszthatják egymással a tudnivalókat.
- A programhoz részletes súgó tartozik (itt: „Segéd”).
- Alapból elérhető volt hozzá a PGP titkosítás.

### Hátrányai
- Nincs webes felülete, és más levelezőprogrammal (POP3-mal) se lehet hozzáférni a levelekhez. (Ennek az az oka, hogy hirdetésekből tartja fönn magát, amelyek csak a programban jelenhetnek meg.) Azonban korlátlan számú gépre telepíthető (például otthon és a munkahelyen), és ott tölti le a friss leveleket, ahol kérik. (A levelek fogadását ki lehet kapcsolni, ha valahonnan csak küldeni szeretnénk. Fájlba exportálva korábbi leveleket vagy kötegeiket is át lehet vinni egy másik programpéldányba, hogy például az összes egy helyen legyen.)
- Mivel a leveleket csak a számítógépen tárolja, más gépről mindig csak az újabban érkezett levelekhez lehet hozzáférni, a korábban kapott és küldött levelekhez nem. (Aki mindig ugyanarról a gépről levelezik, annak ez értelemszerűen nem jelent hátrányt.)
- A DPG-s címre érkezett leveleket nem lehet más címre átirányítani.
- Unicode-os kódolásra nem képes; csak az ISO 8859-2 karaktereit lehet használni (ez a közép-európai nyelvek betűkészlete, ami angolra és németre is alkalmas).
- Csak a Windows korábbi verziói alatt használható: más operációs rendszerek, illetve a Windows Vista stb. alatt nem fut. (Három formában tölthető le: a 4.02 a Win 95-től az XP-ig használható, az NT-hez egy külön változat áll rendelkezésre, Win 3.1-hez pedig a régi, 1.4-es verzió volt elérhető.)
- Az egyes címekről havonta legfeljebb 2 MB-nyi adat küldhető. (Ez azok számára jelent akadályt, akik a programmal nagyobb mennyiségű kép-, videó- vagy hangfájlt szeretnének küldeni; szöveges levelezésnél ennek a korlátnak gyakorlatilag nincs jelentősége.)
- A küldött levelek maximális mérete 0,5 MB lehet,[4] és a fogadott levelek mérethatára is hasonló.
- Más levelezőprogramokhoz képest gyakoribbak a hosszú, akár többnapos szerverleállások, amikor nem lehet leveleket küldeni, illetve fogadni. (Az egyik hosszabb fennakadás például tizenegy napig tartott, 2007. december 24-étől 2008. január 3-áig, és az időközben érkezett leveleknek is nyoma veszett.)
- A gépen tárolt levelek könnyen olvashatóak voltak, ha valaki olyan DPG-t futtatott ami nem ellenőrízte az ajtóba belépéskor a jelszó helyességét.
- dpg_prof.dat fájl másolásával könnyen hozzaférést lehetett szerezni más postafiókjával még akkor is ha más nem tudta a jelszót hozzá.

## Elérhető csatornák (levelezőlisták)
| - Állatbarát - Angolna (angoltanulás) - Apró (apróhirdetések) - Bétateszt (az újabb változatok tesztelése) - Bóbita (irodalom) - Csevej (kötetlen) - Csibe (az ifjabb korosztálynak) - Dió (rejtvények, fejtörők) - Dühöngő - Egészség - Elektron (elektronika) - Film - Fogyi (fogyni vágyóknak) - Fotó - Gamez (játékprogramok) - Honlap (érdekes honlapok) - Humor - HWSW (hardver és szoftver) - Kóder (programozás) - Linux - Makett - Mobil | - Motor (autó, motor stb.) - Motorsport (Formula–1, rali) - Német - Partner - PC-cuccok (számítógépek és alkatrészeik) - Rap - RPG (szerepjáték-rajongóknak) - Sport - ST-SW (Star Trek- és Star Wars-rajongóknak) - Sültgalamb (konyhaművészet) - Szerelemcsati - Szerencse (szerencsejátékok) - Társasház - Társkereső - Tekergők (természetjárás) - Teofil (hit, vallás, filozófia, teológia) - Tini (20-on aluliaknak) - Tipegő (kismamáknak és kispapáknak) - Tipp (tippek és trükkök, kérdések-válaszok) - Tu-fa (tudományos-fantasztikus, azaz sci-fi) - Violinkulcs (klasszikus zene) - Webmester (weboldalak készítése) - Zene |

## Megrendelhető hírlevelek
- Fornax (értékpapír-árfolyamok napi csatornája)
- Az Index.hu napi hírcsatornái:
  - Index-bűnügy
  - Index-kultúra
  - Index-pol (politika)
  - Index-sport
  - Index-tech (számítástechnika)
- A Pesti Műsor heti hírcsatornái a budapesti műsorról:
  - Mozi
  - Színház